# GNAT Programming Studio
Das GNAT Programming Studio (GPS, ehemals bekannt als GNAT Programming System) ist eine integrierte Entwicklungsumgebung (IDE) der Firma AdaCore für die Programmiersprache Ada. In neueren Versionen unterstützt die IDE allerdings auch weitere Programmiersprachen. Das GPS verwendet die Compiler der GNU Compiler Collection als Backend. Der Name GNAT Programming Studio leitet sich von der Bezeichnung des GNU Ada Compilers, GNAT, ab.
Das GPS ist für verschiedene Architekturen und Plattformen erhältlich, darunter Linux, Solaris und Windows. Zur Darstellung der Benutzerschnittstelle (GUI) verwendet das GPS die GTK+-Bibliothek. Durch die Veröffentlichung unter der GNAT Modified General Public License ist das GPS freie Software.

## Merkmale
GPS unterstützt neben Ada eine Reihe weiterer Programmiersprachen wie C, C++, JavaScript, Pascal und Python. Ferner unterstützt die IDE weitere Dateiformate für Autoconf und Make.
Weitere Funktionen sind Remote-Edit, Remote-Debug und die Fähigkeit, als Cross-Compiler Programme für Architekturen zu erstellen, auf denen GPS nicht nativ verfügbar ist. Weitere Funktionen aktueller Versionen sind, unter anderem, erweiterte Möglichkeiten zum Editieren von Quelltext und eine Autovervollständigen-Funktion.
Als Versionsverwaltungssysteme werden CVS, Rational ClearCase, Apache Subversion und Git unterstützt.
Das GPS kann alle Dateien öffnen, deren Codierung GNAT unterstützt. Im Einzelnen sind das: ISO 8859-1, ISO 8859-2, ISO-8859-5, ISO-8859-6, ISO-8859-7, KOI8-R, Shift JIS, GB2312, UTF-8, UTF-16 und UTF-32.
GPS benutzt Python als Skriptsprache.